# 프란츠 뮌터페링
프란츠 뮌터페링(독일어: Franz Müntefering, 1940년 1월 16일 ~ )은 독일 연방 공화국의 정치인이다. 2004년~ 2005년 10월까지 에스페데(SPD) 정당 당수였으며, 2005년 11월~2007년 11월까지 독일 연방 공화국 부총리 겸 노동부 장관을 역임했다.

## 경력
- 1966년 - 에스페데(SPD)입당.
- 1975년 ~ 1992년 - 독일 연방공화국 하원의원.
- 1995년 ~ 1998년 - 독일 연방공화국 노르트라인 베스트팔렌 주의원.
- 1998년 - 독일 연방공화국 하원의원.
- 2004년 ~ 2005년 11월 - 에스페데(SPD)당수.
- 2005년 11월 ~ 2007년 11월 - 독일 연방공화국 부총리 겸 노동부 장관 역임.